# KkStB-Tenderreihe 55
Die kkStB-Tenderreihe 55 war eine Schlepptenderreihe der kkStB, deren Tender ursprünglich von der Österreichischen Nordwestbahn (ÖNWB) stammten.
Die ÖNWB beschaffte diese Tender für ihre Lokomotiven der Reihe XIVb im Jahre 1909.
Sie wurden von der Lokomotivfabrik der StEG geliefert.
Nach der Verstaatlichung der ÖNWB reihte die kkStB diese Tender als Reihe 55 ein und kuppelte sie weiterhin nur mit den angestammten Lokomotiven der ehemaligen Nordwestbahn.